# Kronprinz Rudolf (Apfel)
Kronprinz Rudolf (österr. „Kronprinzer“) ist eine der zahlreichen Sorten des Kulturapfels (Malus domestica); es ist ein kleiner bis mittelgroßer Winterapfel mit abgeflachter und gleichmäßig runder Form und kurzem festem Stiel.

## Geschichte
Es gibt offenbar zwei unterschiedliche Überlieferungen zur Herkunft dieser Apfelsorte:

### Johann Klöckner
Die Sorte wurde von Johann Klöckner in seinem Obstgarten in Wolfgruben bei Gleisdorf in der Steiermark (Österreich) entdeckt und 1873 anlässlich der Wiener Weltausstellung der Öffentlichkeit vorgestellt und zu Ehren des damaligen österreichischen Thronfolgers Kronprinz Rudolf (1858 bis 1889), Sohn von Kaiser Franz Joseph I. von Österreich-Ungarn, benannt.

### Franz Pfann
1901 wurde Franz Pfann, ein bekannter Pomologe aus Pöllau bei Hartberg – der damals schon sein Obst u. a. nach Tromsoe, Alexandrien, Korfu, das südfranzösische Seebad Biarritz und „an manches erzherzogliches Hoflager“ in Kisten versandte – auf der 1. Österreichischen Reichsgartenbauausstellung ausgezeichnet. Er erhielt das Ehrendiplom des Gartenbauvereines und 100 Kronen in Gold sowie die bronzene Medaille für 2 neue Apfelsorten.
Eine dieser Sorten war der Überlieferung nach der „Kronprinz Rudolf“.

Im Hause Pfann lag auch die Urkunde, mit der das Kaiserhaus die Verwendung des Namens des Kronprinzen für eine neue Apfelsorte gestattet hatte, bis zur Besetzung des Hauses durch die Russen im Jahre 1945 auf. Sie ist jedoch in den Nachkriegswirren verloren gegangen.
Noch lebende Zeugen können sich an dieses Schriftstück erinnern. Inwieweit vielleicht Pfann und Klöckner im Rahmen des Pomologenvereines gemeinsam an dieser neuen Apfelsorte beteiligt waren, ist bisher nicht bekannt.

Blüten der Sorte Kronprinz Rudolf
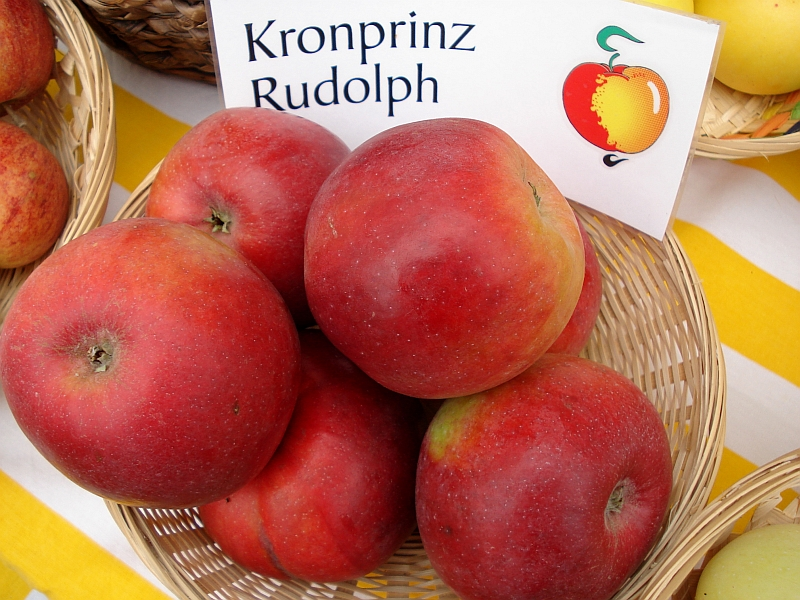
Sortenkorb der Sorte Kronprinz Rudolf

## Beschreibung
Der Baum ist wuchsstark, fruchtbar und für raue Lagen geeignet. Er hat eine mittlere Schorfanfälligkeit und ist kupferempfindlich.
Die Blüte ist mittelfrüh, der Pollen gut.
Die Apfelfrucht ist 5 bis 5,7 cm hoch und 6 bis 7 cm breit; sie ist von plattkugeliger Gestalt und mittelbauchig. Die Stielgrube ist mitteltief und eng, oft wulstig verengt. Der Apfel sitzt an einem 1 bis 2 cm langen dünnen Stiel. Die Kelchgrube ist weit, mäßig, tief und rippig. Die Grundfarbe der Schale ist gelbgrün bis grünlich-weiß und die Deckfarbe ist ein sonnenseitiger intensiver Rotton. Das weißlich bis cremig gefärbte, mittelfeste und sehr saftige Fruchtfleisch weist einen fein gewürzten, erfrischend säuerlichen Geschmack auf. Der Apfel ist druckempfindlich.
Erntezeit ist Oktober; der Apfel ist nach der Ernte bis März lagerfähig.